# Pardosa acorensis
Pardosa acorensis là một loài nhện trong họ Lycosidae.
Loài này thuộc chi Pardosa. Pardosa acorensis được Eugène Simon miêu tả năm 1883.